# Вагон Маунд (Њу Мексико)
Вагон Маунд (енгл. Wagon Mound) град је у америчкој савезној држави Њу Мексико.

## Демографија
По попису из 2010. године број становника је 314, што је 55 (-14,9%) становника мање него 2000. године.
| Група             | 2000.       | 2010.       |
| Белци             | 45 (12,2%)  | 43 (13,7%)  |
| Афроамериканци    | 0 (0,0%)    | 2 (0,6%)    |
| Азијати           | 0 (0,0%)    | 0 (0,0%)    |
| Хиспаноамериканци | 324 (87,8%) | 265 (84,4%) |
| Укупно            | 369         | 314         |